# Примарний розклад
В абстрактній алгебрі примарним розкладом ідеала {\displaystyle I} кільця {\displaystyle R} (або, більш загально підмодуля {\displaystyle N} модуля {\displaystyle M}) називається подання цього ідеала (чи модуля) у вигляді перетину примарних ідеалів (примарних підмодулів). 
Примарний розклад узагальнює розклад цілого числа в добуток степенів різних простих чисел. 
Особливо важливим є випадок комутативних нетерових кілець. Для них існування примарного розкладу було доведено Еммі Нетер, яка узагальнила отриманий у 1905 році Ласкером результат про існування такого розкладу для кілець многочленів і збіжних степеневих рядів. Тому цей результат традиційно називається теоремою Ласкера — Нетер.

## Означення
Нехай {\displaystyle R} — комутативне кільце, {\displaystyle M} і {\displaystyle N} —  модулі над ним.
- Дільник нуля модуля {\displaystyle M} — елемент {\displaystyle r} кільця {\displaystyle R}, такий що {\displaystyle rm=0}  для деякого ненульового {\displaystyle m} з {\displaystyle M}.
- Елемент кільця називається нільпотентним в {\displaystyle M}, якщо {\displaystyle r^{n}M} = 0 для деякого натурального числа {\displaystyle n}.
- Модуль називається копримарним, якщо кожен його дільник нуля є нільпотентним. Іншими словами, якщо відображення {\displaystyle \lambda _{r}:M\to M\;\;x\to rx}для кожного {\displaystyle r\in R}є або ін'єктивним або нільпотентним. У випадку скінченнопороджених модулів над нетеровим кільцем еквівалентною є умова, що для модуля існує єдиний асоційований простий ідеал.
- Підмодуль {\displaystyle M} модуля {\displaystyle N} називається примарним, якщо {\displaystyle N/M} є копримарним.  Множина дільників нуля у цьому випадку є рівною радикалу {\displaystyle {\mathfrak {p}}\in {\sqrt {\operatorname {Ann} (N/M)}}}. Цей ідеал є простим оскільки, очевидно добуток двох елементів, що не є дільниками нуля теж не є дільником нуля. Підмодуль тоді називається {\displaystyle {\mathfrak {p}}-}примарним. З означень очевидно, що {\displaystyle rx\in M,\quad r\in R,x\in N,} якщо і тільки якщо або {\displaystyle x\in M} або {\displaystyle r\in {\mathfrak {p}}.}
- Ідеал {\displaystyle I} є примарним, якщо він є примарним підмодулем {\displaystyle R} як {\displaystyle R}-модуля, тобто коли в фактор-кільці {\displaystyle R/I} кожен дільник нуля є нільпотентним. Це означення є еквівалентним стандартному означенню: якщо ab належить I то або a належить I або bn належить I для деякого натурального числа n. Іншою еквівалентною умовою є те, що кожен дільник нуля у кільці R/I є нільпотентним.
- Підмодуль {\displaystyle M} модуля {\displaystyle N} називається незвідним, якщо він не є перетином двох підмодулів строго більших за нього.
- Простий ідеал, асоційований з модулем {\displaystyle M} —  простий ідеал, який є анулятором деякого елемента модуля.

## Теорема Ласкера — Нетер
Теорема Ласкера — Нетер для модулів стверджує, що кожен підмодуль скінченнопородженого модуля над нетеровим кільцем є скінченним перетином примарних підмодулів. 
У випадку кілець ця теорема стверджує, що кожен ідеал нетерового кільця є скінченним перетином примарних ідеалів.
Еквівалентне формулювання: кожен скінченнопороджений модуль над нетеровим кільцем є підмодулем скінченного добутку копримарних модулів.

### Доведення
Нехай {\displaystyle M} скінченнопороджений модуль над нетеровим кільцем {\displaystyle R} і {\displaystyle N} — підмодуль в {\displaystyle M}. Для доведення існування розкладу для {\displaystyle N} замінивши {\displaystyle M} на {\displaystyle M/N} достатньо розглянути випадок {\displaystyle N=0}. Для довільних підмодулів {\displaystyle Q_{i}} модуля {\displaystyle M} маємо еквівалентність:
{\displaystyle 0=\cap Q_{i}\Leftrightarrow \emptyset =\operatorname {Ass} (\cap Q_{i})=\cap \operatorname {Ass} (Q_{i})}
Звідси, для підмодуля 0 існує примарний розклад якщо для кожного простого ідеала {\displaystyle {\mathfrak {p}}} асоційованого з модулем {\displaystyle M} (цих ідеалів є скінченна кількість, деталі у статті Асоційований простий ідеал), існує примарний підмодуль {\displaystyle Q} такий що {\displaystyle {\mathfrak {p}}\not \in \operatorname {Ass} (Q)}. 
Розглянемо множину {\displaystyle \{N\subseteq M|{\mathfrak {p}}\not \in \operatorname {Ass} (N)\}} (вона є непустою оскільки нульовий модуль є її елементом). Оскільки {\displaystyle M} є нетеровим модулем то множина має максимальний елемент {\displaystyle Q} . Якщо {\displaystyle Q} не є {\displaystyle {\mathfrak {p}}}-примарним, наприклад, {\displaystyle {\mathfrak {p}}'\neq {\mathfrak {p}}} є асоційованим простим ідеалом фактор-модуля {\displaystyle M/Q}, тоді {\displaystyle R/{\mathfrak {p}}'\simeq Q'/Q} для деякого підмодуля Q'. Але {\displaystyle {\mathfrak {p}}\not \in \operatorname {Ass} (Q)} і також {\displaystyle {\mathfrak {p}}\not \in \operatorname {Ass} (R/{\mathfrak {p}}')\simeq \operatorname {Ass} (Q'/Q)} і з властивостей асоційованих простих ідеалів {\displaystyle {\mathfrak {p}}\not \in \operatorname {Ass} (Q')}, що суперечить максимальності {\displaystyle Q}. Як наслідок {\displaystyle Q} є примарним.

## Теореми єдиності
Нехай R — комутативне кільце Нетер. Примарний розклад 
{\displaystyle {\mathfrak {a}}=\bigcap \limits _{1\leq i\leq k}{\mathfrak {q}}_{i}}
називається незвідним, якщо для будь-якого {\displaystyle \left(1\leq i\leq k\right)\;\;} {\displaystyle {\mathfrak {q}}_{i}\nsupseteq \bigcap \nolimits _{j\neq i}{\mathfrak {q}}_{j}} і радикали {\displaystyle {\mathfrak {p}}_{i}={\sqrt {{\mathfrak {q}}_{i}}}} компонент розкладу є попарно різними. Із довільного примарного розкладу можна отримати незвідний спершу вилучивши всі немінімальні компоненти, а потім замінивши компоненти з однаковим радикалом їх перетином (оскільки перетин примарних ідеалів з однаковим радикалом є примарним ідеалом з тим же радикалом).
Перша теорема єдиності примарного розкладу. Сукупність простих ідеалів {\displaystyle \{{\mathfrak {p}}_{1},...,{\mathfrak {p}}_{n}\}} при незвідному розкладі визначена однозначно ідеалом {\displaystyle {\mathfrak {a}}} і не залежить від примарного розкладу. Ця множина рівна множині {\displaystyle \mathrm {Ass} _{R}(R/{\mathfrak {a}})\,} асоційованих простих ідеалів фактор-кільця {\displaystyle R/{\mathfrak {a}}}.
Мінімальні за включенням елементи цієї сукупності називаються ізольованими простими ідеалами ідеала {\displaystyle {\mathfrak {a}}}, інші — вкладеними простими ідеалами. Множина ізольованих простих ідеалів є рівною множині мінімальних простих ідеалів для ідеала {\displaystyle {\mathfrak {a}}}.
Друга теорема єдиності примарного розкладу. Примарні ідеали, радикалами яких є ізольовані прості ідеали, однозначно визначаються ідеалом і не залежать від примарного розкладу.

## Приклади
Для кожного додатного цілого числа n, для кільця {\displaystyle k[x,y]} для ідеала {\displaystyle I=\langle x^{2},xy\rangle } існує примарний розклад
{\displaystyle I=\langle x^{2},xy\rangle =\langle x\rangle \cap \langle x^{2},xy,y^{n}\rangle .}
Асоційованими простими ідеалами для цього ідеала є
{\displaystyle \langle x\rangle \subset \langle x,y\rangle .}
Тобто {\displaystyle \langle x\rangle } є ізольованим ідеалом і {\displaystyle \langle x\rangle } є відповідним компонентом, що зустрічається у кожному примарному розкладі.

## Геометрична інтерпретація
В алгебричній геометрії, афінна алгебрична множина V(I) є за означенням рівною множині нулів ідеала I в кільці многочленів {\displaystyle R=k[x_{1},\ldots ,x_{n}].}
Незвідний примарний розклад
{\displaystyle I={\mathfrak {q}}_{1}\cap \cdots \cap {\mathfrak {q}}_{r}}
ідеала I задає розклад множини V(I) в об'єднання алгебричних многовидів {\displaystyle V({\mathfrak {q}}_{i})}, які є незвідними, тобто не є об'єднаннями двох менших алгебричних множин.
Якщо {\displaystyle {\mathfrak {p}}_{i}} є радикалом ідеала {\displaystyle {\mathfrak {q}}_{i}}, то {\displaystyle V({\mathfrak {p}}_{i})=V({\mathfrak {q}}_{i}),} і теорема Ласкера — Нетер демонструє, що V(I) має єдиний ненадлишковий розклад у об'єднання незвідних алгебричних многовидів: 
{\displaystyle V(I)=\bigcup V({\mathfrak {p}}_{i}),}
де об'єднання береться лише за мінімальними асоційованими простими ідеалами. Ці прості ідеали є елементами примарного розкладу ідеала I. 
Для випадку розкладу алгебричних многовидів значення мають лише мінімальні прості ідеали але в теорії перетинів і теорії схем весь примарний розклад має геометричний зміст.